# Marcel Cornioley
Marcel Cornioley (Zürich, 14 februari 1950) is een Zwitsers voormalig voetballer en voetbalcoach die speelde als middenvelder.

## Carrière
Cornioley maakte zijn profdebuut voor FC Wettingen in 1967 en speelde twee seizoenen voor de club in de Nationalliga B. Hij maakte in 1969 de transfer naar FC St. Gallen waarmee hij een seizoen uitkwam op het hoogste seizoen maar direct weer degradeerde, een seizoen later wist hij opnieuw te promoveren en speelde hij weer op het hoogste niveau. In 1972 vertrok hij naar BSC Young Boys waar hij twee seizoenen speelde en vertrok nadien naar Grasshopper waar hij bleef tot in 1977. Nadien speelde hij nog voor Lausanne Sports en Red Star Zürich waar hij van 1980 tot in 1984 speler-coach was nadien nog enkel coach.
Hij speelde vijf interlands voor Zwitserland waarin hij niet tot scoren kwam.
Hij was na zijn speler-coach periode tot in 1986 coach bij Red Star Zürich en ging hierna aan de slag bij FC Wettingen waar hij coach bleef tot in 1988. Nadien ging hij aan de slag als jeugdcoach bij het nationale team tot in 1992. Van 1992 tot 1994 was hij opnieuw coach van Red Star Zürich.